# Lorna Gray
Virginia Pound, nota come Lorna Gray e (dopo il 1945) anche come Adrian Booth (Grand Rapids, 26 luglio 1917 – Sherman Oaks, 30 aprile 2017), è stata un'attrice statunitense.

## Vita privata
Dal 1949 al 1993 (morte del marito) è stata sposata con l'attore David Brian.

## Filmografia parziale
- The Big Broadcast of 1938, regia di Mitchell Leisen (1938)
- Adventure in Sahara, regia di D. Ross Lederman (1938)
- Red River Range, regia di George Sherman (1938)
- Servizio della morte (Smashing the Spy Ring), regia di Christy Cabanne (1938)
- Flying G-Men, regia di James W. Horne e Ray Taylor (1939) - serial
- L'uomo che non poteva essere impiccato (The Man They Could Not Hang), regia di Nick Grinde (1939)
- The Stranger from Texas, regia di Sam Nelson (1939)
- Bullets for Rustlers, regia di Sam Nelson (1940)
- Deadwood Dick, regia di James W. Horne (1940) - serial
- Drums of the Desert, regia di George Waggner (1940)
- Father Steps Out, regia di Jean Yarbrough (1941)
- Tuxedo Junction, regia di Frank McDonald (1941)
- Perils of Nyoka, regia di William Witney (1942) - serial
- Ridin' Down the Canyon, regia di Joseph Kane (1942)
- Sorelle in armi (So Proudly We Hail!), regia di Mark Sandrich (1943)
- Captain America, regia di Elmer Clifton e John English (1944) - serial
- The Girl Who Dared, regia di Howard Bretherton (1944)
- Adventures of Kitty O'Day, regia di William Beaudine (1945)
- Fashion Model, regia di William Beaudine (1945)
- Federal Operator 99, registi vari (1945) - serial
- Tell It to a Star, regia di Frank McDonald (1945)
- Home on the Range, regia di R. G. Springsteen (1946)
- Valley of the Zombies, regia di Philip Ford (1946)
- Daughter of Don Q, regia di Spencer Gordon Bennet e Fred C. Brannon (1946) - serial
- Out California Way, regia di Lesley Selander (1946)
- Spoilers of the North, regia di Richard Sale (1947)
- Along the Oregon Trail, regia di R. G. Springsteen (1947)
- Under Colorado Skies, regia di R. G. Springsteen (1947)
- Lightnin' in the Forest, regia di George Blair (1948)
- California Firebrand, regia di Philip Ford (1948)
- L'eroica legione (The Gallant Legion), regia di Joseph Kane (1948)
- I rapinatori (The Plunderers), regia di Joseph Kane (1948)
- The Last Bandit, regia di Joseph Kane (1949)
- Hideout, regia di Philip Ford (1949)
- Il grande agguato (Brimstone), regia di Joseph Kane (1949)
- Frecce avvelenate (Rock Island Trail), regia di Joseph Kane (1950)
- L'orda selvaggia (The Savage Horde), regia di Joseph Kane (1950)
- I lancieri del Dakota (Oh! Susanna), regia di Joseph Kane (1951)
- I pirati di Barracuda (The Sea Hornet), regia di Joseph Kane (1951)

## Doppiatrici italiane
- Dhia Cristiani ne L'orda selvaggia, I lancieri del Dakota
- Elda Tattoli in Sorelle in armi (riedizione)
- Miranda Bonansea ne I rapinatori
- Rosetta Calavetta ne Il grande agguato